# Avanti West Coast
Avanti West Coast (First Trenitalia Avanti West Coast) ist eine britische Eisenbahngesellschaft (Train operating company, TOC). Das Unternehmen ist im Besitz der britischen FirstGroup (70 % Anteil) und der italienischen Trenitalia (30 %) und betreibt den Großteil des Fernverkehrs auf der West Coast Main Line.
Avanti West Coast übernahm 2019 das Franchise West Coast Partnership (WCP). Dieses umfasst die bisher von Virgin Trains gefahrenen Verbindungen von Intercity West Coast und den zukünftigen Verkehr auf der im Bau befindlichen Schnellfahrstrecke High Speed 2 (HS2).

## Streckennetz

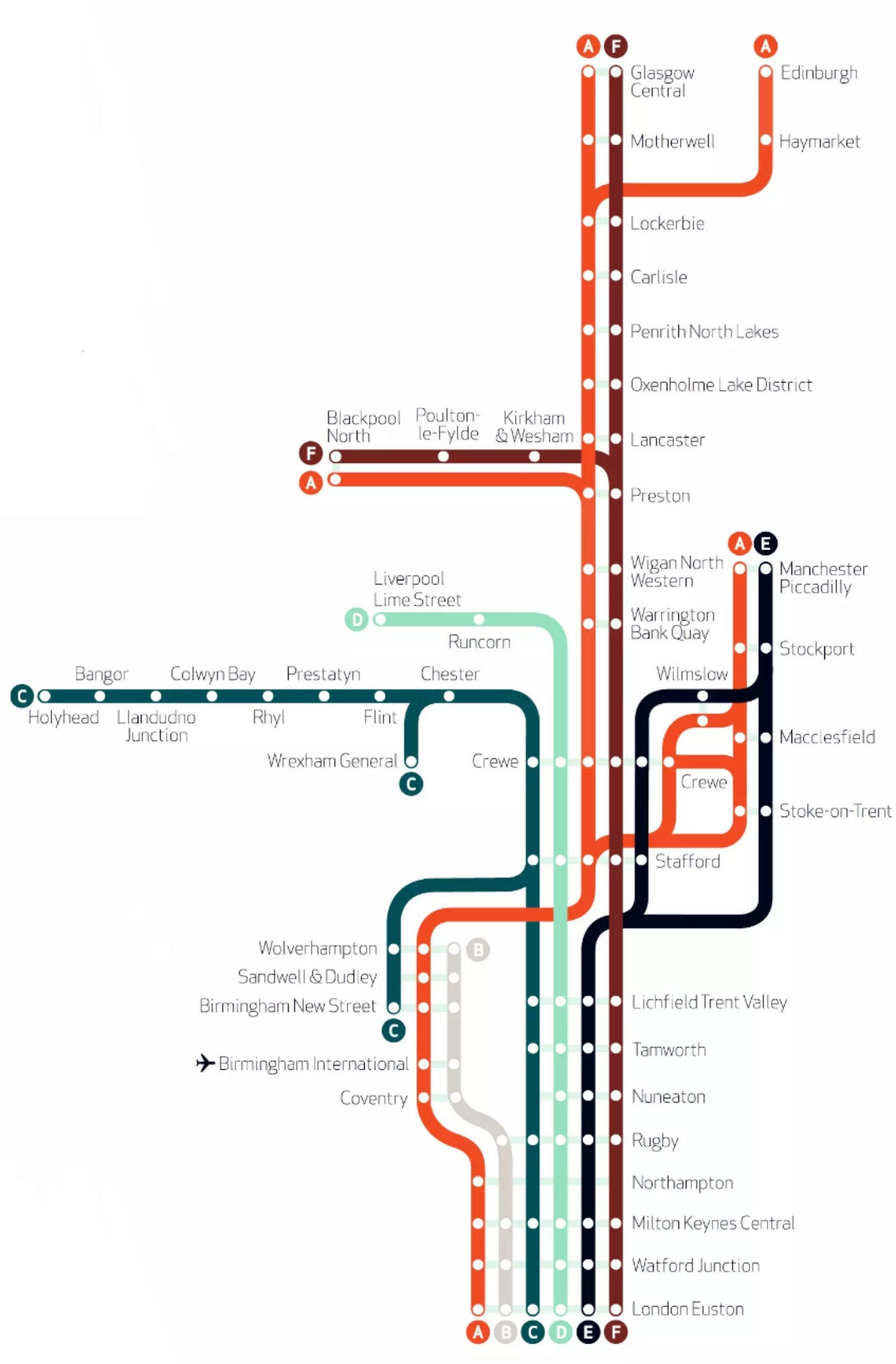
Streckennetz (Juni 2024)

Avanti West Coast bietet Fernverkehrsverbindungen zwischen dem Bahnhof London Euston und Zielen im Nordwesten Großbritanniens an. Pro Stunde verlassen etwa acht Züge den Kopfbahnhof Euston und folgen mehrheitlich der West Coast Main Line über Milton Keynes Central und Rugby, wo etwa ein Viertel zum Bahnhof Birmingham New Street abzweigt. Die übrigen Verbindungen führen weiter nach Manchester Piccadilly oder über Crewe nach Liverpool Lime Street, Chester oder kleineren Städten.
Ein Zug pro Stunde erreicht Glasgow Central über Carlisle und Crewe, einige Züge pro Tag auch Edinburgh Waverley.

## Rollmaterial
Avanti West Coast betreibt drei Zugtypen (Stand 2024). Die Neigetechnikzüge der Klasse 390 wurden von Virgin Trains übernommen. Die ebenfalls von Virgin Trains beschafften Dieseltriebzüge des Typs Super Voyager wurden 2024 durch von Avanti West Coast beschaffte Neufahrzeuge der AT300-Familie ersetzt.
Für den Verkehr auf der HS2 werden Hitachi Rail und Alstom 54 Hochgeschwindigkeitszüge liefern.
| Vorhandene Fahrzeuge            |      |                   |          |           |        |                      |
| Baureihe                        | Bild | Typ               | V/max    | Wagenzahl | Anzahl | Baujahr              |
| Klasse 390 Pendolino Britannico |      | Elektrotriebzug   | 201 km/h | 9         | 21     | 2001–2004, 2010–2012 |
| Klasse 390 Pendolino Britannico | 11   | Elektrotriebzug   | 201 km/h | 35        |        | 2001–2004, 2010–2012 |
| Klasse 805 Evero                |      | Zweikrafttriebzug | 201 km/h | 5         | 13     | 2021–2024            |
| Klasse 807 Evero                |      | Elektrotriebzug   | 201 km/h | 7         | 10     | 2021–2024            |